# Bellefontaine (Mancha)
Bellefontaine era una comuna francesa situada en el departamento de Mancha, de la región de Normandía, que el 1 de enero de 2017 pasó a ser una comuna delegada de la comuna nueva de Juvigny-les-Vallées al fusionarse con las comunas de Chasseguey, Chérencé-le-Roussel, Juvigny-le-Tertre, La Bazoge, Le Mesnil-Rainfray y Le Mesnil-Tôve.

## Demografía
| Gráfica de evolución demográfica de Bellefontaine entre 1800 y 2014 |
|                                                                     |

Los datos demográficos contemplados en este gráfico de la comuna de Bellefontaine se han cogido de 1800 a 1999 de la página francesa EHESS/Cassini, y los demás datos de la página del INSEE.